# Station Kostomłoty
Station Kostomłoty is een spoorwegstation in de Poolse plaats Kostomłoty Pierwsze.